# Эскаллониевые
Эскаллониевые (лат. Escalloniaceae) — семейство двудольных растений, включающее 8 родов и 147 видов. Представители семейства — большей частью деревья и кустарники (но есть и однолетние травы), распространённые в Центральной и Южной Америке, в Австралии и Гималаях.
Эскаллониецветные (лат. Escalloniales) - по современной классификации APG IV монотипный порядок цветковых растений c 1 семейством, 8 родами и 147 ботаническими видами. Порядок включается в дочернюю кладу Кампанулиды, последовательно входящую в более крупные клады  Астериды -> Суперастериды -> Эвдикоты -> Цветковые растения.

## Распространение
Ареал рода Polyosma тянется от Восточных Гималаев и Южного Китая до Восточной Австралии и Новой Каледонии. Представители других родов эскаллониевых в Евразии не встречаются. Растения этого семейства распространены в Центральной и Южной Америке, в Австралии и Новой Зеландии, а также на острове Реюньон.

## Биологическое описание
Жизненные формы представителей семейства разнообразны: большая часть растений — деревья и кустарники, однако встречаются и однолетние травы (австралийский род Eremosyne).
У большинство родов цветки собраны в верхушечные или пазушные кистевидные или метёлковидные соцветия. У растений из рода трибелес (Tribeles) цветки одиночные. Чашелистиков и лепестков обычно по пять.
Плод — обычно коробочка.

## Использование
В качестве красивоцветущих декоративных растений используются некоторые виды эскаллонии, особенно Эскаллония розовая (Escallonia rosea) и Эскаллония красная (Escallonia rubra).
Местные жители используют древесину некоторых растений этого семейства.

## Классификация
В современной системе APG IV (2016) порядок Эскаллониецветные включает 1 семейство и 8 родов:
- Семейство Escalloniaceae — Эскаллониевые
  - Род Anopterus — Аноптерус - 2 вида
  - Род Eremosyne — Эремозине, монотипный с 1 видом Eremosyne pectinata. Монотипный род однолетних трав из Австралии.
  - Род Escallonia — Эскаллония - 50 видов деревьев и кустарников из Центральной и Южной Америки. Название этому роду, по которому названо семейство, было дано в честь испанца по фамилии Escallon, в XVIII веке путешествовавшего по Южной Америке.
  - Род Forgesia — Форгезия, монотипный с 1 видом Forgesia racemosa эндемиком острова Реюньон. Кустарники или деревья высотой до 8 м[4].
  - Род Polyosma — Полиосма - 90 видов деревьев из Китая, Австралии и Новой Каледонии.
  - Род Rayenia, монотипный с 1 видом Rayenia malalcurensis
  - Род Tribeles — Трибелес, монотипный с 1 видом Tribeles australis. Стелющийся кустарник, распространённый на юге Аргентины и Чили, в том числе на островах Огненная Земля. Цветки белые, одиночные, расположены на концах боковых побегов[3].
  - Род Valdivia — Вальдивия, монотипный с 1 видом Valdivia gayana из Южной Америки, встречается в чилийской провинции Вальдивия, по названию которой и назван.

### Таксономическое положение[1]
- Escalloniales Link, 1829, Handbuch 2: 339
- Escalloniaceae R.Br. ex Dumort., 1829, Anal. Fam. Pl. 35, 37

Порядок Эскаллониецветные включается в дочернюю кладу Кампанулиды, последовательно входящую в более крупные клады  Астериды -> Суперастериды -> Эвдикоты -> Цветковые растения. Кладограмма в соответствии с Системой APG IV:
|  |                          |  |                                   | порядок Эскаллониецветные |  | семейство Эскаллониевые |  | 8 родов |  | 147 видов |
|  |                          |  |                                   | порядок Эскаллониецветные |  | семейство Эскаллониевые |  | 8 родов |  | 147 видов |
|  | клада Цветковые растения |  |                                   |                           |  |                         |  |         |  |           |
|  |                          |  |                                   |                           |  |                         |  |         |  |           |
|  |                          |  | ещё 63 порядка цветковых растений |                           |  |                         |  |         |  |           |
|  |                          |  |                                   |                           |  |                         |  |         |  |           |

### Синонимика
В синонимику порядка Escalloniales входят следующие названия:
- Escallonianae Doweld
- Escalloniineae Shipunov
- Tribelales Doweld

В синонимику семейства Escalloniaceae входят следующие названия:
- Anopteraceae Doweld — Аноптеровые, или Аноптерусовые
- Eremosynaceae Dandy — Эремозиновые
- Tribelaceae Airy Shaw — Трибеловые, или Трибелесовые